# When You Were Young
When You Were Young is de eerste single van het album Sam's Town van The Killers.
Ook aan de clip was veel werk besteed: deze was ditmaal geen lowbudgetclip. Het album Sam's Town zou zelf in hoge mate geïnspireerd zijn geweest op de muziek van Bruce Springsteen.

## Hitnotering
| "When You Were Young" in de Mega Top 50 Binnen: 07-10-2006 | "When You Were Young" in de Mega Top 50 Binnen: 07-10-2006 | "When You Were Young" in de Mega Top 50 Binnen: 07-10-2006 | "When You Were Young" in de Mega Top 50 Binnen: 07-10-2006 | "When You Were Young" in de Mega Top 50 Binnen: 07-10-2006 | "When You Were Young" in de Mega Top 50 Binnen: 07-10-2006 | "When You Were Young" in de Mega Top 50 Binnen: 07-10-2006 | "When You Were Young" in de Mega Top 50 Binnen: 07-10-2006 |
| Week                                                       | 1                                                          | 2                                                          | 3                                                          | 4                                                          | 5                                                          | 6                                                          |                                                            |
| ---------------------------------------------------------- | ---------------------------------------------------------- | ---------------------------------------------------------- | ---------------------------------------------------------- | ---------------------------------------------------------- | ---------------------------------------------------------- | ---------------------------------------------------------- | ---------------------------------------------------------- |
| Nummer                                                     | 49                                                         | 42                                                         | 28                                                         | 25                                                         | 37                                                         | 48                                                         | uit                                                        |